# Physalaemus atim
Physalaemus atim é uma espécie de anfíbio anuro da família Leptodactylidae. Está presente no Brasil. A UICN classificou-a como deficiente de dados.